# Пинтат Сантолария, Альберт
Альбе́рт Пинта́т Сантола́рия (кат. Albert Pintat Santolària; род. 23 июня 1943, Сан-Жулиа-де-Лория) — премьер-министр Андорры с 30 марта 2005 года по 5 июня 2009 года.

## Биография
Окончил университет Фрибура (Швейцария) по специальности экономика в 1967 году. Член Либеральной партии Андорры, посол в различных странах, а также при ООН. В 1997—2001 — министр иностранных дел Андорры.
В марте 2005 года принял нынешний пост у Марка Форне Мольне, выиграл выборы в апреле и 30 мая был одобрен Генеральным советом долин Андорры.

## Награды
- Крест Семи Рук[кат.] ( 10 июля 2024 года, Андорра)[1].